# Новинки-Надозерские
Новинки-Надозерские — упразднённая деревня в Александровском районе Владимирской области России.

## География
Находилась на северо-западе области, в зоне хвойно-широколиственных лесов, на юго-западном берегу озера Дичкова, в северо-западной части города Александрова.

### Климат
Климат характеризуется как умеренно континентальный, с умеренно тёплым летом, холодной зимой, короткой весной и облачной, часто дождливой осенью. Среднегодовая температура воздуха — +3,4 °C. Годовое количество атмосферных осадков — 549 миллиметров, из которых большая часть выпадает в тёплый период.

## История
В «Списке населенных мест Владимирской губернии по сведениям 1859 года» населённый пункт упомянут как деревня Александровского уезда, расположенная при безымянном озере, в 2 верстах от уездного города. В деревне насчитывалось 19 дворов и проживал 141 человек (65 мужчин и 76 женщин).
По состоянию на 1905 год, в Новинках над озером имелось 23 двора и проживало 117 человек. В административном отношении деревня входила в состав Александровской волости.
В советское время входила в состав Бакшеевского сельсовета Александровского района. Решением облисполкома № 644 от 7 сентября 1960 года вошла в состав Александрова.